# Палаццо Дуодо а Сан-Анджело
Дуодо а Сан-Анджело (італ. Palazzo Duodo a Sant'Angelo) — палаццо у Венеції, у районі Сан-Марко. Палаццо знаходиться навпроти Палаццо Грітті Морзині.

## Історія
Дворець, ймовірно, був збудований в XV століття венеційською родиною Дуодо або придбаний ними пізніше. Родина Дуодо володіла палаццо до XIX століття, після чого палац часто змінював власників.
У 1801 році, коли будівля використовувалась як готель, в ній помер неаполітанський композитор Доменіко Чімароза.
У XX столітті в будівлі розміщувалося місцеве відділення Міністерства праці, у 1986 році будівля була продана компанії Eni.

## Опис
Палаццо являє собою триповерхову будівлю з мезоніном, виконану в канонах готичної архітектури. Фасад виконаний з цегли та істрійського каменю.
На першому поверсі знаходиться готичний портал, на другому поверсі витончена гексафора, прикрашена мармуровою рамою, а також чотири односвітних вікна розташовані з обох боків.
Центральне місце на третьому поверсі займає трифора.
Зі зворотної сторони будівля має внутрішній двір з давнім колодязем у центрі.